# Acinonyx pardinensis
Acinonyx pardinensis je vyhynulý druh velkého geparda. Způsobem života se pravděpodobně příliš nelišil od svého blízkého příbuzného, dnes žijícího geparda štíhlého, ale dorůstal velikosti lva. Žil v celé Eurasii během poslední doby ledové.